# Sud-Ouest Bretagne
Die Sud-Ouest S.O.30P Bretagne war ein zweimotoriges französisches Verkehrsflugzeug der 1940er Jahre.

## Entwicklung
Die Bretagne wurde 1941 von einer Gruppe von Konstrukteuren in Cannes entwickelt. Es war ein freitragendes, zweimotoriges, mittelgroßes Ganzmetall-Transportflugzeug, ausgelegt als Mitteldecker. Der Prototyp mit der Bezeichnung S.O.30N war zwar bereits im November 1942 flugbereit, durfte jedoch aufgrund eines Verbots der Besatzungsmächte Deutschland und Italien nicht starten. Daher fand der Erstflug am 26. Februar 1945 statt.
Die erste Serienausführung trug die Bezeichnung S.O.30P Bretagne, wobei es zwei Versionen mit unterschiedlichen Triebwerken gab. Neben der Besatzung, bestehend aus fünf Personen, konnte das Flugzeug zwischen 30 und 43 Passagiere befördern. Außerdem gab es unter der Bezeichnung S.O.30C eine Frachtflugzeug-Version mit überarbeitetem Rumpfinnenraum, verstärktem Boden und großen Frachtraumtüren.
Einige Flugzeuge wurden zusätzlich mit Turbomeca-Palas-Strahlturbinen unter den Tragflächen versehen. Andere wurden für Triebwerksversuche mit SNECMA Atar 101-Triebwerken und in Lizenz gebauten Rolls-Royce Nene-Strahlturbinen ausgerüstet.
Das Flugzeug fand sowohl als Verkehrsflugzeug wie auch als Militärtransporter Verwendung.

## Varianten
- S.O.30N – Prototyp
- S.O.30P-1 – Serienausführung mit Pratt & Whitney R-2800-B43
- S.O.30P-2 – Serienausführung mit Pratt & Whitney R-2800-CA13
- S.O.30C – Frachtflugzeug-Version

## Betreiber

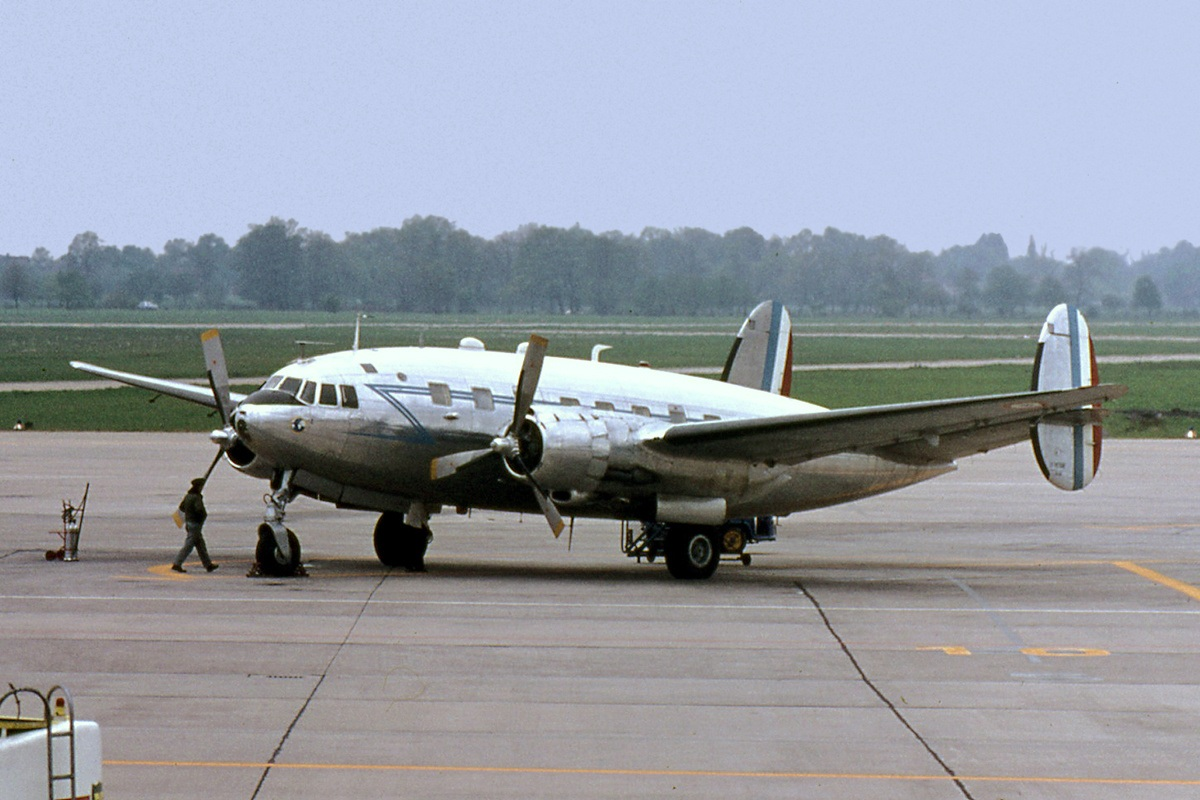
SO.30P auf dem Flughafen Hannover-Langenhagen, 1968

### Militärischer Einsatz
- Frankreich
  - Armée de l’air
  - Aviation Navale der französischen Marine (19)

### Ziviler Einsatz
- Frankreich
  - Aigle Azur (1946) (6)
  - Air France
- Algerien
  - Air Algérie (8)
- Iran
  - Iranian Airways (1)[2]
- Laos
  - Air Laos (2)
- Marokko
  - Air Maroc (12)
- Vietnam
  - Société des Transports Aériens de l’Extrême Orient - COSARA (anfangs Comptoirs Saigonnais de Ravitaillement) (7)

## Zwischenfälle
Während der Betriebszeit der Bretagne gab es von 1951 bis 1955 fünf Totalverluste. Dabei kam ein Mensch ums Leben. Vollständige Liste:
- Am 30. Oktober 1951 fuhr das rechte Fahrwerk einer Sud-Ouest Bretagne der Air Algérie (Luftfahrzeugkennzeichen F-OAIY) während des Starts am Flughafen Paris-Orly plötzlich ein. Das Flugzeug kam ins Schleudern und fing Feuer. Es wurde zerstört, jedoch überlebten alle 4 Besatzungsmitglieder und 30 Passagiere.[4]

- Am 7. April 1953 wurde eine Sud-Ouest Bretagne der Air Maroc (F-BEHA) auf dem Flughafen Paris-Le Bourget (Frankreich) irreparabel beschädigt. Über Personenschäden ist nichts bekannt.[5]

- Am 13. Oktober 1953 kam es bei einer Sud-Ouest Bretagne der Air Maroc (F-DABD) kurz nach dem Start vom Flughafen Tanger (Marokko) zu Triebwerksproblemen. Bei einer Bruchlandung auf dem Strand kam ein Passagier ums Leben. Das Flugzeug wurde irreparabel beschädigt. Es war auf dem Weg nach Casablanca.[6]

- Am 30. April 1954 verunglückte eine Sud-Ouest Bretagne der Air Laos (F-OAMA) beim Start vom Flughafen Saigon/Tan-Son-Nhat (Vietnam), nachdem ein Triebwerksbrand ausgebrochen war. Alle vier Besatzungsmitglieder, die einzigen Insassen auf dem Frachtflug, überlebten den Unfall. Das Flugzeug wurde zerstört.[7]

- Am 30. August 1954 wurde eine Sud-Ouest Bretagne der Aigle Azur (F-BEHS) bei einer Notlandung in Hanoi, Nordvietnam irreparabel beschädigt. Über Personenschäden ist derzeit nichts bekannt.[8]

## Technische Daten (S.O.30P-2)

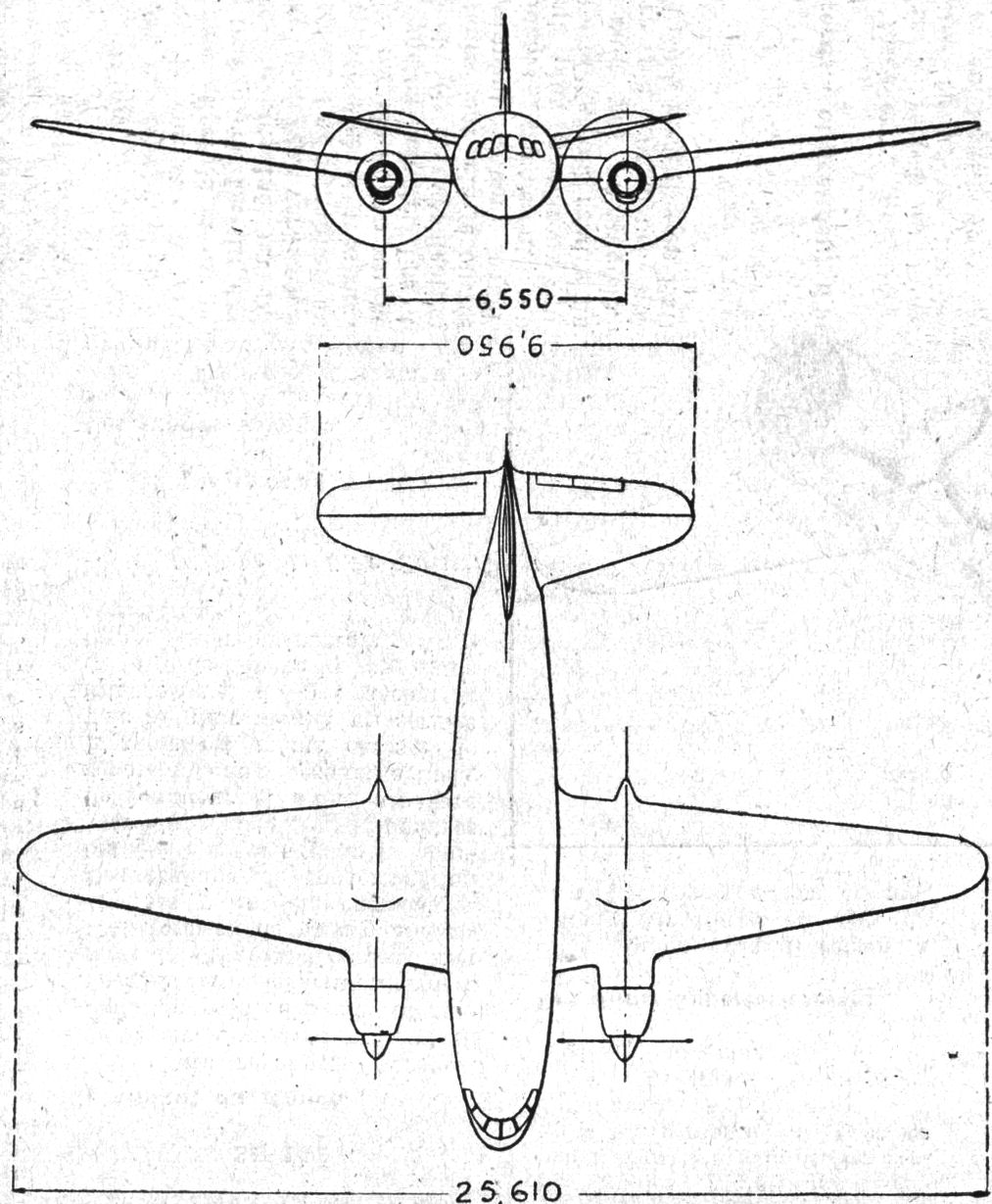
Dreiseitenriss der SO.30R-2

| Kenngröße             | Daten                                                                |
| --------------------- | -------------------------------------------------------------------- |
| Besatzung             | 5                                                                    |
| Passagiere            | 30–43                                                                |
| Länge                 | 18,95 m                                                              |
| Spannweite            | 29,60 m                                                              |
| Höhe                  | 5,90 m                                                               |
| Startmasse            | 19.500 kg                                                            |
| Höchstgeschwindigkeit | 430 km/h                                                             |
| Dienstgipfelhöhe      | 6.500 m                                                              |
| Reichweite            | 1.330 km                                                             |
| Triebwerke            | zwei Sternmotoren Pratt & Whitney R-2800-CA18 mit 1790 kW (2.400 PS) |